# حمر العين
حمر العين هي إحدى بلديات ولاية تيبازة الجزائرية، وهي أيضًا عاصمة دائرة حمر العين.